# Heinrich Müller (Gestapo)
 For alternative betydninger, se Heinrich Müller. (Se også artikler, som begynder med Heinrich Müller)
Heinrich Müller (født 28. april 1900, død sandsynligvis i maj 1945) eller "Gestapo Müller" var leder af Gestapo, det politiske politi i det nazistiske Tyskland og spillede en ledende rolle i planlægningen og iværksættelsen af Holocaust. Han blev sidst set, da han forlod Führerbunkeren i Berlin 29. april 1945 og er en af de få ledere i nazi-regimet, som aldrig blev arresteret eller erklæret død.[kilde mangler]